# Rio Verde (vattendrag i Brasilien, Bahia, lat -10,45, long -42,31)
Rio Verde är ett vattendrag i Brasilien.   Det ligger i delstaten Bahia, i den östra delen av landet, 900 km nordost om huvudstaden Brasília.
Omgivningen kring Rio Verde är huvudsakligen savann. Området är mycket glesbefolkat, med 2 invånare per kvadratkilometer.